# Pani Podczaszyna
Pani Podczaszyna (właśc. Pani Podczaszyna. Tom II Przypadków Wojciecha Zdarzyńskiego) – powieść Michała Dymitra Krajewskiego, stanowiąca luźną kontynuację utworu Wojciech Zdarzyński, opublikowana w 1786 roku w Warszawie. Powieść miała w założeniu autora kreować wzór osobowy doskonałej szlachcianki, gospodyni i żony. Czerpie również ze schematu fabularnego Nowej Heloizy Jana Jakuba Rousseau.

## Treść utworu
Bohaterką jest siostra Wojciecha Zdarzyńskiego, sportretowanego w poprzedniej powieści Krajewskiego. Podobnie jak jej brat, jest źle wychowywana przez rodziców, trafia jednak w końcu pod opiekę babki, która stosuje metody wychowawcze zarysowane przez Rousseau w Emilu. Kiedy dziewczyna dorasta, staje się obiektem zalotów swojego opiekuna, typowego Sarmaty i Pana Kasztelanica, modnego fircyka. Dziewczyna kocha jednak Starostę i to z nim właśnie się zaręcza. Jej matka nalega jednak na zerwanie tego związku i małżeństwo z Podczaszym. Bohaterka ulega, planuje jednak utrzymać miłość do Starosty i swój związek z nim, pomimo małżeństwa. Planów tych wyzbywa się jednak pod wpływem modlitwy. Odtrąca Starostę, który postanawia na zawsze pozostać kawalerem, a sama decyduje się pozostać wierną i dobrą żoną wybranego przez matkę Podczaszego. Podczaszy pod wpływem żony traci sarmackie wady i staje się dobrym mężem, zasługującym na miłość i szacunek bohaterki. Szczęśliwe i zgodne pożycie zostaje po 14 latach przerwane śmiercią Podczaszego. Już jako wdowa, Podczaszyna przyjmuje wizytę swojego brata, Wojciecha Zdarzyńskiego. Oprowadza go po swoim wzorcowym gospodarstwie, prowadzonym mądrze i humanitarnie, ku zadowoleniu poddanych. Po wizycie brata Podczaszyna przyjmuje kolejnego gościa – jest nim odrzucony niegdyś Starosta, który ponownie prosi ją o rękę. Podczaszyna odmawia i niedługo potem choruje. Na łożu śmierci prosi dawnego kochanka, aby pojął za żonę jej córkę Anielę. Starosta zgadza się i zyskuje dobrą i kochającą towarzyszkę życia.

## Wzór osobowy w utworze
Postać Podczaszyny stanowi częściową polemikę wobec wzoru kobiety zawartego w Nowej Heloizie – w przeciwieństwie do bohaterki Rousseau, heroina Krajewskiego rezygnuje z tego, co w człowieku emocjonalne, aby stać się przykładną kobietą-obywatelką. Gospodarstwem zajmuje się w sposób przykładny i rozsądny, dla swoich poddanych buduje szkoły i szpitale. Swoją dobrocią i mądrością oddziałuje na męża, który pod jej wpływem pozbywa się sarmackich nawyków.